# Lorenzo Pavia
Pour les articles homonymes, voir Pavia (homonymie).
Ne doit pas être confondu avec Lorenzo de Pavie (en), fabricant d'instruments de musique italien aussi connu sous le nom de Lorenzo da Pavia ou encore Lorenzo Fasolo, peintre de la renaissance aussi connu sous le nom de Lorenzo da Pavia.
Lorenzo Pavia, né à Bologne possiblement en 1741 et mort à Vérone en 1764, est un peintre italien rococo du XVIIIe siècle, et le fils du peintre Giacomo Pavia.

## Biographie
Lorenzo Pavia nait au XVIIIe siècle de Giacomo Pavia. Il devient peintre de quadratura et est actif à Bologne, mais aussi à Mantoue et à Vérone, où il meurt en 1764.

## Œuvres
Liste non-exhaustive de ses peintures : 